# 프랑코프로방스어
프랑코프로방스어(영어: Franco-Provençal, 프랑코프로방스어: francoprovençâl, 이탈리아어: francoprovenzale)는 남부의 오크어(옥시타니아어)와 북부의 오일어(프랑스어) 사이에서 몇가지 독특한 방언으로 구분되는 갈리아 로망스어군의 언어학적 하위 그룹이다.
프랑스 동부~중부와 스위스 서부, 이탈리아 북서부의 고지대에서 사용되는 지역어이며, 여러 개의 방언으로 뚜렷히 분리된다. 이웃한 로망스어군 언어 (프랑스의 오일어와 오크어, 스위스와 이탈리아의 레토로망스어)와도 구분되나 밀접한 연관성을 지니고 있다.
프랑코프로방스어의 언어학적 구분과 명명은 19세기로 거슬러 올라간다. 20세기 후반부터는 해당 언어 사용지역을 아르피타니아라고 부르려는 지역민들의 움직임에 따라 아르피타니아어 (arpetan)라는 신조어로도 불리고 있다. 그러나 해당 신조어가 쓰이는 범위는 극히 한정적으로, 학계에서는 '프랑코프로방스어'로 적는 것이 자리잡아 있다. 실제 원어민들 사이에서는 단순히 파투아(patois)라고 하거나, 더 따지고 들어가서 자기가 쓰는 방언의 명칭 (사보이어, 리요네어, 가가어 등)으로 부른다.
역사적으로 사보이아 공국에서 널리 쓰였던 언어였으며 오늘날 화자의 대다수는 이탈리아의 발레다오스타주 지역에 연집중 분포해 있다. 스위스 프랑스어권 지역의 에볼렌 일대에서도 보편적으로 쓰이며, 그 밖의 지역에서는 화자의 규모가 적고 노령층에 집중되는 양상을 보인다. 한편 이탈리아 북부 토리노와 남부 아풀리아주의 파에토와 첼레디비토 일대에서도 옛날부터 사용되어 왔다.
프랑스에서는 오일어, 오크어와 함께 주축을 이루는 갈리아로망스어 중 하나이다. 프랑스의 대표 지역어 중 하나이지만 화자 규모는 크지 않은 편이다. 그럼에도 지역기관를 중심으로 문화행사, 교육, 학계연구, 출판 활동으로 꾸준히 보존하려는 노력을 이어가고 있다.
1995년 유네스코에 따르면 프랑코프로방스어는 이탈리아에서 "잠재적으로 소멸 위기에 처한 언어"이고, 스위스와 프랑스에서는 "소멸위기언어"이다.

## 홀소리
|          | 전설 모음 | 전설 모음 | 중설 모음 | 후설 모음 |
| -------- | --------- | --------- | --------- | --------- |
| 고모음   | i iː      | y         |           | u         |
| 중고모음 | e         | ø         |           | o oː      |
| 중모음   |           |           | ə         |           |
| 중저모음 | ɛ ɛː      | œ         |           | ɔ         |
| 저모음   |           |           | a         | ɑ ɑː      |

|        | 전설 모음 | 후설 모음 |
| ------ | --------- | --------- |
| 고모음 | ĩ         | ũ         |
| 중모음 | ɛ̃         | õ         |
| 저모음 |           | ɑ̃         |

## 닿소리
|        |        | 순음 | 치음/ 치경음 | 후치경음 | 경구개음 | 연구개음/ 구개수음 |
| ------ | ------ | ---- | ------------ | -------- | -------- | ------------------ |
| 파열음 | 무성음 | p    | t            |          | c        | k                  |
| 파열음 | 유성음 | b    | d            |          | ɟ        | ɡ                  |
| 파찰음 | 무성음 |      | (t͡s)         | (t͡ʃ)     |          |                    |
| 파찰음 | 유성음 |      | (d͡z)         | (d͡ʒ)     |          |                    |
| 마찰음 | 무성음 | f    | s            | ʃ        |          |                    |
| 마찰음 | 유성음 | v    | z            | ʒ        |          | (ʁ)                |
| 비음   | 비음   | m    | n            |          | ɲ        | (ŋ)                |
| 전동음 | 전동음 |      | r            |          |          |                    |
| 설측음 | 설측음 |      | l            |          | ʎ        |                    |
| 접근음 | 평음   |      |              |          | j        |                    |
| 접근음 | 순음   |      |              |          | ɥ        | w                  |

## 같이 보기
- 프랑코프로방스어 위키백과